# Adolfo López Mateos
Adolfo López Mateos (26. května 1909, Atizapán de Zaragoza, Mexiko – 22. září 1969, Ciudad de México, Mexiko) byl v období 1. prosince 1958 až 30. listopadu 1964 prezidentem Mexika. Jeho funkční období se vyznačovalo rychlým ekonomickým rozvojem země a pokračováním pozemkové reformy.

## Život
Adolfo López Mateos, původním povoláním knihovník a učitel španělsko-americké literatury, začal politickou kariéru zastupováním Mexika při OSN. V letech 1946–1952 byl senátorem. Později se stal generálním tajemníkem Institucionální revoluční strany (PRI). V období let 1952–1957, kdy byl ministrem práce a sociálních věcí Mexika, byla podrobně vypracována metodika řešení kolektivních pracovních sporů, a díky jeho účasti se podařilo dosáhnout uzavření dohody se Spojenými státy v otázkách regulování zahraniční pracovní síly a imigrace.
Po zvolení v prosinci roku 1958 do listopadu roku 1964 byl Adolfo López Mateos 48. prezidentem Mexika. Za jeho vlády se PRI na krátkou dobu přesunula opět na levou stranu politického spektra. Nová vláda pod jeho vedením rozdala občanům 12 milionů hektarů půdy, byl vyplacen podíl zahraničních firem v průmyslu (ve stejné době ekonomická situace přitahovala zahraniční investory), rozšířila systém sociálního a zdravotního zabezpečení a zahájila kampaň proti negramotnosti. V roce 1962 navštívil jako první státní návštěva z Mexika Filipíny, kde obdržel řád za diplomacii The Order of Sikatuna). V červnu téhož roku přijal v Ciudad de México prezidenta Spojených států amerických J. F. Kennedyho s manželkou Jacquelinou.
Jeho sestra Esperanza López Mateosová byla od roku 1940 až do své smrti v roce 1951 sekretářkou a zplnomocněnkyní spisovatele B. Travena.

## Ocenění
- řetěz Řádu Nilu – Egypt, 1958
- řetěz Řádu Sikatuna – Filipíny, 1962 – udělil prezident Diosdado Macapagal[4]
- velkokříž Řádu znovuzrozeného Polska – Polsko, 1963[5]
- Řád bílé růže